# Sui Wenjing
Sui Wenjing (隋文静S, Suí WénjìngP; Harbin, 18 luglio 1995) è una pattinatrice artistica su ghiaccio cinese medaglia d'oro alle Olimpiadi di Pattinaggio di figura ai XXIV Giochi olimpici invernali di Pechino 2022 e medaglia d'argento alle Olimpiadi di Pattinaggio di figura ai XXIII Giochi olimpici invernali di Pyeongchang 2018 insieme ad Han Cong . Con Han è stata anche due volte campionessa del mondo (nel 2017 e nel 2019).

## Biografia
Sui ha iniziato a gareggiare in coppia insieme ad Han nel 2007, entrambi ispirati dall'esibizione di Shen Xue e Zhao Hongbo durante le Olimpiadi di Salt Lake City 2002. Nel 2009 hanno partecipato alle loro prime competizioni juniores, vincendo sia il Grand Prix sia i campionati mondiali di categoria.
Appena reduci dalla vittoria dei Campionati dei Quattro continenti, i Mondiali 2012 segnano la loro prima partecipazione da senior a questa competizione, che gli frutterà una doppia medaglia d'argento a Shanghai 2015 e Boston 2016. Ai successivi campionati di Helsinki 2017 vincono il loro primo titolo mondiale davanti alla coppia tedesca formata da Aliona Savchenko e Bruno Massot, che si rifà relegando i cinesi al secondo posto nella Finale Grand Prix 2017-18.
Sui e Han giungono secondi alle Olimpiadi di Pyeongchang 2018 distanziati, con 235.90 punti complessivi, di soli 43 centesimi dai campioni olimpici Savchenko e Massot (235.90 punti), mentre la coppia canadese formata da Meagan Duhamel ed Eric Radford ha completato il podio al terzo posto (230.15 punti).
Dopo avere conquistato per la quinta volta i Campionati dei Quattro continenti, ai Mondiali di Saitama 2019 la coppia cinese vince il suo secondo titolo davanti al duo russo Tarasova / Morozov che riescono a spodestare dal primo posto grazie al punteggio ottenuto nel programma libero.

## Palmarès
(con Han)
| Giochi olimpici |    |    |    |    |     |    |             |    |    | 2º |    |    |    | 1º          |
| Campionati mondiali |    |    |    | 9º | 12º | 6º | 2º          | 2º | 1º |    | 1º |    | 2º |             |
| Campionati dei Quattro continenti                                                                                             |    |    |    | 1º |     | 1º | 4º          | 1º | 1º |    | 1º | 1º |    |             |
| GP Finale |    |    | 3º |    |     |    | 3º          |    |    | 2º |    | 1º |    | C           |
| GP Cup of China |    |    | 2º | 5º |     |    |             | 2º |    | 1º |    | 1º | R  | C           |
| GP NHK Trophy |    |    |    |    |     | 3º |             |    |    | 1º |    | 1º |    |             |
| GP Skate America |    |    | 3º |    |     |    |             | 1º |    |    |    |    |    |             |
| GP Skate Canada |    |    |    | 2º |     | 2º | 2º          |    |    |    |    |    |    | 1º          |
| GP Trophée de France |    |    |    |    |     |    | 2º          |    |    |    |    |    |    |             |
| GP d'Italia |    |    |    |    |     |    |             |    |    |    |    |    |    | 1º          |
| Giochi asiatici invernali |    |    | 2º |    |     |    |             |    |    |    |    |    |    |             |
| Asian Open |    |    |    |    |     |    |             |    |    |    |    |    |    | 1º          |
| Internazionali: categoria Junior                                                                                              |    |    |    |    |     |    |             |    |    |    |    |    |    |             |
| Campionati mondiali |    | 1º | 1º | 1º |     |    |             |    |    |    |    |    |    |             |
| JGP Finale |    | 1º |    | 1º |     |    |             |    |    |    |    |    |    |             |
| JGP Austria |    |    | 2º | 1º |     |    |             |    |    |    |    |    |    |             |
| JGP Bielorussia |    | 1º |    |    |     |    |             |    |    |    |    |    |    |             |
| JGP Germania |    | 1º | 1º |    |     |    |             |    |    |    |    |    |    |             |
| JGP Lettonia |    |    |    | 1º |     |    |             |    |    |    |    |    |    |             |
| Nazionali |    |    |    |    |     |    |             |    |    |    |    |    |    |             |
| Campionati cinesi | 4º | 1º | 1º | 2º |     | 2º |             |    |    |    |    |    |    |             |
| Team events |    |    |    |    |     |    |             |    |    |    |    |    |    |             |
| Giochi olimpici |    |    |    |    |     |    |             |    |    |    |    |    |    | 5º T (1º P) |
| World Team Trophy |    |    |    |    |     |    | 5º T (1º P) |    |    |    |    |    |    |             |
| GP = Grand Prix; JGP = Junior Grand Prix; T = risultato squadra; P = risultato personale; R = Ritirato; C = Evento cancellato |    |    |    |    |     |    |             |    |    |    |    |    |    |             |